# قزل‌اوردا
قِزِل‌اوردا (به قزاقی: Қызылорда،  قىزىلوردا) به معنی شهر سرخ یکی از شهرهای کشور قزاقستان است. این شهر مرکز استان قزل‌اوردا است و ۱۵۷٬۴۰۰ نفر جمعیت دارد (سرشماری ۱۹۹۹). این شهر در سال ۱۸۲۰ به عنوان دژ آق‌مسجد (مسجد بزرگ) کوکند بنیاد شد. فرماندهی این دژ در دست شخصی به نام یعقوب‌بیگ بود تا این‌که روس‌ها به فرماندهی واسیلی پرووسکی در سال ۱۸۵۳ این دژ را تسخیر کردند. روس‌ها این دژ را پرووسکی نام گذاشتند که از ۱۹۲۰ دوباره نام آن به آق‌مسجد برگشت. در سال ۱۹۲۵ نام این شهر به قِزِل‌اوردا تغییر کرد. قزل در زبان‌های ترکی و قزاقی که خود زبانی از خانوادهٔ ترکی‌ست، یعنی طلا و واژهٔ اوردا نیز به معنی اردوگاه است، به عبارت دیگر قِزِل اوردا در فارسی «شهری که طلا دارد» معنی می‌شود.